# Homer vs. Lisa and the 8th Commandment
"Homer vs. Lisa and the 8th Commandment" är avsnitt 13 från andra säsongen av Simpsons. Avsnittet sändes på Fox den 7 februari 1991. I avsnittet skaffar Homer kabel-TV på illegal väg. Familjen njuter av de nya kanalerna men Lisa börjar bli rädd för vad som kan hända efter döden om de stjäl kabel-TV. Hennes rädsla bekräftas av pastor Lovejoy och hon bestämmer sig för att sluta titta på TV i protest. Homer bjuder i sin tur över sina polare till en boxningsmatch på TV:n, men har tar till sig Lisas protest och tar bort kabeln efter matchen. Avsnittet skrevs av Steve Pepoon och regisserades av Rich Moore. Avsnittet fokuserar mycket på det åttonde budordet: "Du ska icke stjäla". I första sändningen fick "Homer vs. Lisa and the 8th Commandment" en Nielsen rating på 15.2, vilket gjorde det till 25:e populäraste TV-programmet under veckan. Avsnittet vann en Primetime Emmy Award för "Outstanding Animated Program (For Programming less than One Hour)".

## Handling
Efter att Homer upptäckter att Ned Flanders avvisat ett erbjudande från en man att få illegal kabel-TV för 50 dollar kontaktar Homer mannen, och han anlitas för att ge familjen kabel-TV gratis. Familjen börjar sitta mycket vid TV:n och är glad över sina nya TV-kanaler. Lisa anser det de gör är olagligt men Homer försöker lugna henne. På söndagsskolan lär de sig vad som händer efter döden, att man hamnar i himlen eller helvetet. Lisa får då lära sig de tio budorden, av vilka ett, det åttonde, är "Du ska inte stjäla", och hon blir ännu mer orolig över vad familjen gör.
Lisa börjar också motsätta sig andra som stjäl, som när Marge äter två vindruvor utan att betala i matbutiken. Lisa besöker till slut pastor Lovejoy som berättar att Lisa inte bör berätta om kabelteven för polisen, då det bryter mot budet "hedra din fader och moder". Han uppmanar Lisa att istället låta bli att titta på TV:n för att vara ett gott exempel. Marge försöker då få Homer att ta bort kabeln eller börja betala för tjänsten. Bart börjar anordna visningar nattetid för sina polare för 50 cent för att få se på vuxenkanalerna, men blir upptäckt av Homer.
Homer upptäcker att på kabelteven kommer man att sända en boxningsmatch där Drederick Tatum slåss om världsmästartiteln. Homer bestämmer sig för att låta sina polare komma över och se matchen. Lisa försöker återigen protestera mot kabeln. Homers samvete börjar då störa honom, då han ser att hans dotter lider av att de stjäl kabel. Han bestämmer sig för att ansluta sig till Lisa protest och ser inte klart matchen. När matchen sedan är slut försöker Bart få Homer att inte ta bort kabelteven, men han har bestämt sig och gör det, efter att råkat göra hela grannskapet strömlöst.

## Produktion
Avsnittet skrevs av Steve Pepoon och regisserades av Rich Moore. Avsnittet skulle från början gått under namnet "Homer vs. the 8th Commandment", men författarna valde att inkludera Lisa i titeln, eftersom de ville att skådespelarna skulle känna sig som om alla deras rollfigurer var lika mycket värda. Avsnittet innehåller mycket hänvisningar till de tio budorden. Al Jean hänvisar ofta till att den har det avsnittet, då folk säger till honom att serien inte visar någon moral. Mike Reiss anser att avsnitten av dessa är de bästa att skriva. Jeff Martin har sagt att författarna använde en "mycket strikt tolkning av det åttonde budet", eftersom han anser att detta är ett brott utan offer.
"Homer vs. the 8th Commandment" skrevs då illegal kabel-TV fanns i många hus. Efter att avsnittet sändes tog 317 personer bort sin illegala kabelteveutrustning. Senare användes de tio budorden i "Homer the Heretic", där Homer slutar gå i kyrkan och dyrkar Gud på sitt eget sätt.